# 陸上防衛隊まおちゃん
『陸上防衛隊まおちゃん』（りくじょうぼうえいたいまおちゃん）は、赤松健原作のアニメ作品。通称は「陸まお」。

## 概要
まおちゃんこと鬼瓦まお（8歳）たちが、小中高一貫教育の女子校の「聖14学園」で学校生活を送りながら「かわいいエイリアン」と闘う物語。まおちゃんのおじいちゃん（鬼瓦陸士郎）は陸の防衛隊幕僚長である。日本はかわいい宇宙人の侵略に悩まされていたが、まともに闘うのは残酷だから（＝世論の支持を失う）とまおちゃんにエイリアンから接収した物質から作った変身用のバッジを与え、防衛を担当させた。
当初は陸しかなかったが、かわいい宇宙人が海に落ちるなど陸だけでは対処できず、空の防衛隊・築島みそら、海の防衛隊・丸山シルヴィアと共に総合防衛隊を結成し、3人で防衛結界を作って宇宙人と闘うことになる。空の防衛幕僚長・海の防衛幕僚長の陸の防衛幕僚長への対抗心もあり誕生することとなった。
なお、防衛隊の基地があるのは江の島という設定である。
赤松健は「私は思想家ではありません。ネタです」と連載当時の日記で語っている。
富野由悠季によると本作は『超時空要塞マクロス』と同じく「美女とメカの組み合わせ論」であるとしている（戦車と小学二年生の組み合わせ）。富野曰く、「とんでもないアニメ」（「GREAT MECHANICS 6」より）。

## 登場人物
鬼瓦 まお（おにがわら まお）
声 - こやまきみこ
主人公。陸の防衛隊、二等陸士。8歳で小学2年生。5月5日生まれ。O型。119cm。24kg。
母は亡くなっているため、父と祖父と暮らしている。
幼い頃から祖父に「防衛精神」を叩き込まれたためか、3人の中で最もやる気がある。しかしながら泣き虫で極度の怖がり、運動神経が無く、さらにドジなので、空回りすることが多い。
一人称は「自分」で、困った時の口癖は「あうえう〜」。
国民の間では3人の中で最も人気があり、最終的には「日本の象徴」としてエイリアンに狙われ出す。血税を浪費しつつ、今日も日本の誇りを守るため、というよりも防衛隊のイメージアップのために戦い続ける。一度だけ、変身する際に使用するバッジをなくしたことがある（なくしたバッジは宙ゆり子が拾い、エイリアン戦で「紫のユリの人」に変身して倒した後、まおに返してあげた）。
宝物は「クニちゃん」という人形で8歳、名前は死んだ母から来ている。
好きな食べ物はリンゴ。
髪のリボンは通常ゆるゆるしているが、第二種軍装中は真っすぐになっている。
築島 みそら（つきしま みそら）
声 - 吉川由弥
空の防衛隊、三等空尉。8歳で小学2年生。9月5日生まれ。A型。121cm。25kg。
ほわほわ系お嬢様であり、3人の中で全てにおいて最も有能だが「まおがいないとやりきらない」らしい。第二種装備実装中は背中の羽で飛ぶことができる。
一人称は「わたし」で、語尾には必ずと言っていいほど「〜であります」を付ける。
飛行船内に住んでいてパラシュートで登校している。
宝物は祖父からもらった「ヤマトのスターシャ似の人形」でこれは大気汚染を無くす能力がある。
好きな食べ物はメロン。
丸山 シルヴィア（まるやま シルヴィア）
声 - 堀江由衣
海の防衛隊、一等海士。8歳で小学2年生。11月5日生まれ。B型。123cm。26kg。
通称「シルビー」。防衛隊に入隊すると同時にまおたちの学校へ転入してくる。一人称は「本官」で、まおのことを「まおやん」、みそらのことを「みそらはん」と呼ぶ。
3人の中では比較的マセてはいるが、かなり強烈な天然ボケである。ドイツ人のクォーターである（公式ガイドの説明ではドイツ人クォーターであるが、原案集や一部の雑誌などにはイギリス人クォーターと掲載されている）。
関西弁でしゃべる。
潜水艇の「なーちゃん」の中に住んでいる。第二種装備実装中の帽子はレーダードームになっている。海の防衛隊所属にもかかわらず、カナヅチである。
宝物は「ミカンクイーン（声 - くじら）」という人形で唯一可動式、頭の王冠を叩くと「う……産まれる〜」と言いながらお尻からミカンを出す。リピート放送のエンドロールでは「ミカクイーン」と表記されていた。
好きな食べ物はミカン。
三島 かごめ（みしま かごめ）
声 - 長沢美樹
陸の防衛隊、一等陸佐。27歳。
東大卒のIQ250の天才士官で異例のスピードで出世した防衛隊のプリンセス。綜合防衛隊の指揮官も兼任するが、指揮官というよりはお守り役である。いつでも3人に命令が出せるよう、聖14学園小学部2年2組の先生も兼任する。陸士郎に本気で恋をしているが、空回りしている。陸士郎の前以外ではだらだらしている。
キャラクターデザインが微妙に『ラブひな』のなるに似てしまったらしい。また、コミック版では陸士郎の妻・国江（作中では故人）と似ており、事故で一時記憶喪失になった陸士郎に間違えられたことがある（この話では、『ラブひな』のパロディシーンがある）。
鬼瓦 陸士郎（おにがわら りくしろう）
声 - 野島昭生
まおの祖父。陸の防衛隊幕僚長。
防衛隊の設立を進言し、さらにそれを通すためにクーデター紛いのことを起こした、ある意味銀河大王を越える本作品の黒幕。国会での熱弁ぶりに女性議員から人気が高い。公私混同を避け、まおには「おじいちゃん」ではなく「幕僚長」と呼ばせている。
好きな食べ物はリンゴ。
築島 空次郎（つきしま そらじろう）
声 - 鈴木清信
みそらの祖父。空の防衛隊幕僚長。
気が弱く、陸士郎とは学生時代からのライバルであるが一度も勝ったことがない。よく古いアニメのセリフを発する。常に『宇宙戦艦ヤマト』の登場人物・沖田のぬいぐるみを持ち歩いている。
好きな食べ物はメロン。
アーダルベルト・フォン・丸山（アーダルベルト・フォン・まるやま）
声 - 谷口節
シルヴィアの祖父。海の防衛隊幕僚長。
語尾を「〜デース」と言うように伸ばして話す。葉巻をくわえている愛煙家で、奥さんは美人らしい。
好きな食べ物はミカン。
なお、この3人の祖父は「綜合防衛隊」という建前上、表向きには協力し合っているが、実際は自分の孫を目立たせることにお互い汲々としており、連携は全く取れていない。
宙 ゆり子（おおぞら ゆりこ）
声 - 満仲由紀子
聖14学園高等部2年、生徒会長。エイリアンと地球人のハーフでエイリアン方のスパイ。
立場上、防衛隊の3人をスパイしているが、本人は鬼瓦まおが大好きであるため、躊躇っており「スパイなんてやめたい」と公言する。3人が無事任務を終えると、我がことのように喜ぶ。
頭にエイリアンの証である猫耳を持つ。普段はヘアバンドで隠しているが、驚くと飛び出す。さらにコミック版では猫の尻尾も付いていた。
まおがなくしたバッジを使って「紫のユリの人」に変身してエイリアンを倒したことがあり、最終回では変身時の服装と酷似しているコスプレ姿で登場した（腰につけている結界子の部分がテニスボールに変化しているなどの相違点がある）。
宇 ちなみ（のき ちなみ）
声 - 井浦愛
聖14学園高等部2年、生徒会書記。眼鏡をかけたおかっぱの少女で、エイリアン方のスパイ。
やはり猫耳を持つエイリアンと地球人のハーフで、ゆり子と共に防衛隊の3人をスパイしている。思い通りに動かないエイリアンや、防衛隊の肩を持つゆり子に日々頭を悩ませている。
浦島 けーのすけ（うらしま けーのすけ）
声 - うえだゆうじ
『ラブひな』のパロディキャラクターその1。
アニメではまおが「ラブひな」を見るシーンのみ登場する。
コミック版では七瀬川との「約束」（ラブひなの項を参照）を果たせず、富士の樹海で自殺をしようとして、軍事演習に出ていたみそらに止められるなど複数話登場する。
七瀬川 ナナ（ななせがわ ナナ）
声 - 堀江由衣
『ラブひな』のパロディキャラクターその2。
三島かごめと瓜二つの容姿を持ち、シルヴィアに「前世を思い出す」、「大人の事情や」とやたら過剰反応されている。倒産寸前の「ひなた旅館」を1人で切り盛りするが、最終的に最悪の状況に見舞われた。ただし、コミック版を見る限り、けーのすけとの仲は良好である。
陸・空・海のオペレーター
声 - 豊嶋真千子
密かに、かつて赤松健が描いたキャラクターが基になっている。実は3人姉妹であり、陸・空・海に各1名ずついるという設定である（陸の防衛隊員の名前は赤坂 粧子（あかさか しょうこ）（三等陸曹）、空の防衛隊員の名前は赤坂 まゆみ（あかさか まゆみ）（三等空曹）、海の防衛隊員の名前は不明（三等海曹）。
三田 舞子（みた まいこ）
声 - 富坂晶
オペレーター。三等陸曹。モデルは、『いつだってMyサンタ!』のまい。
難波 三緒（なにわ みお）
声 - たかはし智秋
オペレーター。三等陸曹。モデルは、『A・Iが止まらない!』のサーティ。
この他にも、多くの赤松作品の登場人物が、モブキャラとしてしばしば登場する。
徳川 徳三郎（とくがわ とくさぶろう）
声 - 坂東尚樹
陸の防衛隊、陸曹長。整備主任。愛称“徳さん”。みーくんの修理・改造を行い、陸士郎とは旧知の間柄。
尾沢 カズキ（おざわ カズキ）
声 - 不明
上原 絵里（うえはら えり）
声 - 豊嶋真千子
相川 郁美（あいかわ いくみ）
声 - 戸田真衣子
※ 上記の3名は徳三郎の下にいる整備班員。
築島 空子（つきしま そらこ / くうこ）
声 - 半場友恵
みそらの母。外交官。
アニメでは、着物姿かつハンググライダーで移動するという珍妙な設定になっている。『宇宙戦艦ヤマト』の「森雪」に似た人形を持っている。
好きな食べ物はメロン。
キャロル・キャメロン
声 - 倉田雅世
アメリカの防衛隊員。
かなりの大食いで、8歳児とは思えないほど発育がよい。日本で開発された新型装備を受け取りに来日した。まおたちと異なり、エイリアンを明らかに攻撃対象として見ている（この点から、ごく一部では自分に逆らうモノを全て敵と見なすアメリカを風刺しているという意見がある）。
作者曰く、『ラブひな』のサラ・マグドゥガルに似てしまったという。
鬼瓦 陸吉（おにがわら りくきち）
声 - 服巻浩司
まおの父。陸士郎には似ず、普通のサラリーマン。なぜか顔が常に黒線や新聞で隠れている。
コミック版では諜報隊員として、ひそかにエイリアンに化けたり影で調査をしていた。
なお、一部の雑誌にて黒線無しの顔を見ることが可能である。
鬼瓦 国子（おにがわら くにこ）
声 - 雪乃五月
まおの母。すでに亡くなっている。
首相
声 - 菅原淳一
非常に気が弱い。笑顔で汗をハンカチでぬぐっていることが多い。明らかに防衛隊に主導権を握られており、コミック版では中盤でクビになった。まおたちの運動会に日米首脳会談を欠席して来ていた。
素敵 一郎（すてき いちろう）
声 - 野島裕史
陸士郎がセッティングした、かごめの見合い相手。若手のイケメン代議士で、笑うと歯が白く光る。まおたちとエイリアンの戦いに巻き込まれる。
銀河大王（ぎんがだいおう）
声 - 園部啓一
この事件の黒幕。日本オタクで温泉を愛している温泉星人。月面基地を本拠地にカプセルを日本に飛来させている。エイリアンがやられるたびに「Oh!」と言って悔しがる。
小大王（こだいおう）
声 - 間宮くるみ
銀河大王の子供。まおの人形「クニちゃん」を欲しがっている。「No!」としか言えない。
菊一文字参号（きくいちもんじさんごう）
声 - 白鳥由里
防衛隊最新鋭索敵装置、犬型ロボット。
防衛予算の7割を使用して作られた。エイリアンを察知する能力を持ち、「わう」と鳴く。本部にダイレクト通信が可能。
まおたちからは「キクちゃん」と呼ばれている。

## サポートメカ
3人の防衛隊の護衛のために作られたメカ。大型プラモデルのような物で、武装はしていない。また、話すこともできない。CGで描かれている。
みーくん
鬼瓦まおのサポートメカ。有事の際は身を挺してまおを守る。開発時は「白虎」という名前が付いていた。言葉は発さないが、まおと徳三郎とは意思の疎通ができる。コミック版では一時、強力な破壊力を持つ波動砲を装備したが、まおに嫌われたショックでグレてしまったことがある。
はやて
築島みそらのサポートメカ。みそらに忠実で空を飛ぶことができる。開発時は「朱雀」という名前が付いていた。
なーちゃん
丸山シルヴィアのサポートメカ。気まぐれでシャイらしい。中に居住スペースがあり、シルヴィアはそこで暮らしている。開発時は「玄武」という名前が付いていた。
青龍
防衛隊の最終兵器。アニメでは未完成の姿で登場している。かごめが担当しているらしい。アニメでは一切でなかったが、原案ではまもるくんという仮ニックネームがついていた。

## かわいいエイリアン
飛来したカプセルの中に入ってやってくる存在で、主に日本各所の有名な建築物や名物を奪っていく。いわゆる敵。背中にチャックが付いていて、人々には危害を加えない。
カメ型
第5話で登場。2年前に地球人とコンタクトを果たした空飛ぶエイリアン。「宇宙タマちゃん」と名付けられて、陸の防衛隊特別班に保護されたがその後、クローバー型の宇宙物体と日本の危機を知らせる手紙が入った4つの卵を産み落としていく。
ネコ型
第1話・26話に登場。みなとみらいに飛来。
ウサギ型
第2話・26話で登場。有明に飛来。
コウモリ型
第3話・26話で登場。有明に飛来。
トリ型
第4話・26話で登場。
金魚型
第5話・26話で登場。
いるか型
第6話・26話で登場。関東太平洋沖78km地点に飛来。
ネズミ型
第7・15・26話で登場。隠密タイプの小型エイリアンで、次郎長（じろちょう）の名称で呼ばれる。日本最小の壺を狙う。
大型のエイリアン
第8話で登場。軌道がそれる。
ヒツジ型
第10・12話で登場。神奈川県沖30km地点に飛来。0系新幹線を狙う。
ヘビ型
第12話で登場。沖縄本島海岸に飛来。シーサーを狙う。
ウシ型
第13話で登場。築地に飛来。高級寿司のネタを狙う。
ナメクジ型
第14話で登場。防衛隊本部に飛来。防衛隊本部の制圧を狙う。
?型
16話で登場。防衛隊本部に飛来。画面上には登場していない。
カニ型
第16話に登場。お台場に飛来。
クマ型
声 - 門脇舞
第18・26話に登場。札幌付近の山に飛来。雪祭りの雪像を狙う。
リス型
第19話・26話に登場。青森・愛媛・熊本に飛来。リンゴ・メロン・蜜柑を狙う。
竜型
声 - 渡辺明乃
第19話に登場。防衛隊本部沖の海に飛来。防衛隊本部を狙う。
サル型
声 - 西脇保
第20、26話に登場。ひなた旅館に飛来。
アルマジロ型
第21話に登場。聖14学園に飛来。新装備を狙う。
カンガルー型
声 - 富坂晶
第22話に登場。料亭に飛来。鹿おどしを狙う。
クジラ型
声 - うすいたかやす
第23話に登場。太平洋沖に飛来。犬吠埼灯台を狙う。
タツノコ型
第24話に登場。
イノシシ型
第25話に登場。クニちゃんを狙う。
0系新幹線、金閣寺、日本武道館、日光東照宮の神厩舎、東京ドーム、東京ビッグサイト、瀬戸大橋、鹿おどしが盗まれている。

## スタッフ
- 原作 - 赤松健
- 監督 - 岩崎良明
- シリーズ構成 - 黒田洋介
- キャラクターデザイン - 柳沢まさひで
- プロップデザイン - 高倉武史
- 美術監督 - 朝倉千登勢
- 色彩設定 - 関本美津子
- 撮影監督 - 津村治彦
- 編集 - 板部浩章
- 音楽 - 服部隆之
- 音響監督 - 菊田浩巳
- プロデューサー - 森山敦、平松巨規
- アニメーション制作 - XEBEC
- 製作 - 陸まお本部

## 主題歌

### オープニングテーマ
「ALL MY LOVE」
作詞・作曲 - 伊藤千夏 / 編曲 - 小西貴雄 / 歌 - 堀江由衣
オリジナル版
「Brand new day」
作詞・作曲・編曲 - 橋本由香利 / 歌 - Aice5（堀江由衣、神田朱未、たかはし智秋、浅野真澄、木村まどか）
2007年（平成19年）再放送版

### エンディングテーマ
「It's my style」
作詞・作曲・編曲 - 松浦有希 / 歌 - 堀江由衣
オリジナル版
「Eternity」
作詞・作曲・編曲 - 橋本由香利 / 歌 - Aice5（堀江由衣、神田朱未、たかはし智秋、浅野真澄、木村まどか）
2007年（平成19年）再放送版

## 各話リスト
| 話数 | サブタイトル             | 脚本              | 絵コンテ     | 演出             | 作画監督     |
| ---- | ------------------------ | ----------------- | ------------ | ---------------- | ------------ |
| 1    | 日本は自分が守ります!    | 黒田洋介          | 岩崎良明     | 岩崎良明         | 柳沢まさひで |
| 2    | 初出動のまおちゃん!      | 黒田洋介          | 岩崎良明     | 高橋順           | 梶浦紳一郎   |
| 3    | 空の防衛隊みそらちゃん   | 黒田洋介          | 石山タカ明   | 鈴木吉男         | 田中誠樹     |
| 4    | 空と陸は一つです         | 黒田洋介          | 紅優         | 鈴木吉男         | 梶浦紳一郎   |
| 5    | 海の防衛隊シルヴィア     | 黒田洋介          | 平岡正幸     | 高橋順           | 山岡信一     |
| 6    | とりあえずメシ食うか     | 黒田洋介          | 五月女有作   | 高橋順           | 内野明雄     |
| 7    | アメンボだって防衛です   | 黒田洋介          | 大庭秀昭     | 鈴木吉男         | 石川健朝     |
| 8    | プロジェクト防衛結界     | 黒田洋介          | ムトウユージ | 鈴木吉男         | 梶浦紳一郎   |
| 9    | 結成、綜合防衛隊         | 黒田洋介          | 石山タカ明   | 広嶋秀樹         | 内野明雄     |
| 10   | 日本収集作戦             | 黒田洋介          | 岩崎良明     | 広嶋秀樹         | 平岡正幸     |
| 11   | それはさておき運動会     | 黒田洋介          | 葛谷直行     | いとがしんたろー | 梶浦紳一郎   |
| 12   | 寝ても覚めても防衛です   | 黒田洋介          | 平岡正幸     | いとがしんたろー | 田中誠輝     |
| 13   | お母様が来たであります   | 黒田洋介          | 石山タカ明   | 高橋順           | 石川健朝     |
| 14   | 防衛隊本部危機一髪       | 黒田洋介          | 冨永恒雄     | 高橋順           | 石川健朝     |
| 15   | 菊一文字参号登場です     | 黒田洋介          | 石山タカ明   | 鈴木吉男         | 柳沢まさひで |
| 16   | みーくんが家出です       | 黒田洋介          | 平岡正幸     | 鈴木吉男         | 梶浦紳一郎   |
| 17   | 芸の道はきびしいでー     | 黒田洋介          | 鈴木吉男     | 広嶋秀樹         | 内野明雄     |
| 18   | 雪祭りでわっしょい       | 上江洲誠 黒田洋介 | 石山タカ明   | 広嶋秀樹         | 藤田宗克     |
| 19   | リンゴ・ミカン・メロン   | 黒田洋介          | 冨永恒雄     | いとがしんたろー | 梶浦紳一郎   |
| 20   | 東大に受かる温泉にいこう | 中村寛之 黒田洋介 | 岩崎良明     | いとがしんたろー | 石川健朝     |
| 21   | 防衛少女アメリカン       | 上江洲誠 黒田洋介 | 石山タカ明   | 高橋順           | 田中誠輝     |
| 22   | 幸せを防衛しよう         | 白根秀樹          | 冨永恒雄     | 岩崎良明 高橋順  | 藤田宗克     |
| 23   | ごめんね、みーくん       | 黒田洋介          | 石山タカ明   | 広嶋秀樹         | 梶浦紳一郎   |
| 24   | 紫のユリのひと           | 黒田洋介          | 中津環       | 広嶋秀樹         | 柳沢まさひで |
| 25   | おもひでぼうえい         | 黒田洋介          | 鈴木吉男     | 高橋順           | 石川健朝     |
| 26   | 今日もゆるゆる防衛です   | 黒田洋介          | 岩崎良明     | 岩崎良明         | 石川健朝     |

- 1話約12分。

## 放送局
『熱血電波倶楽部』枠の前半15分間で放送（後半の15分は『朝霧の巫女』）。下記の通り、本放送はテレビ東京のみの関東ローカル深夜アニメであったが、本放送終了後に独立局各局や新潟テレビ21（当番組のみの単独ネット）にて放送されていたため、UHFアニメにも分類される。
| 放送地域   | 放送局     | 放送期間               | 放送日時         | 放送区分     |
| ---------- | ---------- | ---------------------- | ---------------- | ------------ |
| 関東広域圏 | テレビ東京 | 2002年7月4日 - 12月 日 | 木曜 2:35 - 2:55 | テレビ東京系 |

## アンコール放送
2007年4月以降、独立局ほか各局で放送されていた。内容は本作単体で15分×2話の30分番組として構成、放送期間は半分の3カ月=1クール。別項に記載した通り、OP・EDが新たに製作されて差し替えられた。『熱血電波倶楽部』の枠名は使用していない。

## 漫画
漫画はRANの作画で『マガジンSPECIAL』に掲載され、講談社コミックスより発行された（全4巻）。
1. 第1巻（2003年（平成15年）7月発行）ISBN 4-06-363245-8（1〜7話）
2. 第2巻（2003年（平成15年）10月発行）ISBN 4-06-363305-5（8〜15話）
3. 第3巻（2004年（平成16年）4月発行）ISBN 4-06-363366-7（16〜23話）
4. 第4巻（2004年（平成16年）10月発行）ISBN 4-06-363443-4（24〜29話）

漫画オリジナルの要素として、陸士郎達に恨みを持つ新たな首相・盛舷徳や、その直轄であるライバルキャラ「AASS」（エース）など登場する。少年誌ではあるが、まお達のパンチラシーンもある。第1巻には漫画版初回設定、4コマ、「10年後のまおちゃん（再掲載）」。第4巻には週刊少年マガジンに掲載された特別編「日本の夏です!防衛の夏です!」、特別読み切り「ほたる」が入っている。
※ 「10年後のまおちゃん」は公式ガイドにて掲載されたもの。

### サブタイトル
1. 日本は自分が守ります!
2. 空も陸も、一つの日本です
3. 海底での防衛作戦です
4. 運動会で爆走防衛です
5. 日本はみんなのものです!
6. ヒミツの防衛戦です
7. 雪降る聖夜の防衛です
8. 夢現な防衛合戦です☆
9. 宇宙人スパイはつらいです
10. 小笠原防衛大合戦その（1）
11. 小笠原防衛大合戦その（2）
12. 小笠原防衛大合戦その（3）
13. 桜の下の思い出防衛戦です
14. エイリアンさんはお友達です（前編）
15. エイリアンさんはお友達です（後編）
16. 借金返済大作戦です!!
17. 富士の樹海で大訓練です
18. 大事な大事な仲間です
19. SL旅行を防衛です
20. タイヤキたべて防衛です
21. 防衛隊,最大の危機
22. あなたが真のヒーローです
23. 博物館を防衛です
24. すてきな記憶を防衛です
25. 温泉旅館を防衛です
26. 作戦部長の逆襲です
27. エイリアンは1000体です
28. 日本奪還作戦です
29. いつもカワイく防衛です

### コミック版のみの登場人物・エイリアン
かすがの さくら
オペレーター。コミック版ではほぼ毎回登場。よくコスプレを披露する。
雉原 ちか（きじはら ちか）
レポーター。まおたちを取材する。
内原 理保（うちはら りほ）
聖14学園初等部2年、まおの同級生。転校が多く友達がいなかったが、自分をはげましてくれたネコのクロちゃん（正体はエイリアン）と心を通わせる。
太郎（たろう）
小笠原諸島（?）に住む漁師の少年。溺れたシルヴィアを救出する。
大橋 ラナ（おおはし ラナ）
聖14学園高等部2年、生徒会副会長。高飛車な性格で、会長のゆり子を陥れようと画策する。必要以上に副会長であることを強調される。3人の忠実な部下がいる。
盛 舷徳（さかり げんとく）
新首相。名前・外見は碇ゲンドウのパロディ。子供の頃、陸士郎たちにいじめられたことを恨み続け、総合防衛隊の失脚を企む。総合防衛隊に代わる、少年たちによる対エイリアン部隊「AASS」（エース（アンチ・エイリアン・スペシャル・ソルジャー））を設立するが、支持を得るためにはやらせも厭わないえげつない性格。
ほぼ小学生防衛隊のみで国民の支持を得ている防衛隊に対して、「君達はそんなにエイリアンに来て欲しいのか?」という発言を残している。
春（ハル）、夏（ナツ）、冬（トウ）
「AASS」の少年兵士。盛舷徳の陰謀でまお達に代わって国民の支持を集めるが、やらせのニセエイリアンしか相手にしていなかったため、本物のエイリアンには全く歯が立たなかった。夏・冬は逃げだしたが、春だけはまおと協力してエイリアンを撃退した。
羊型エイリアン（名称不明）
アニメにも同系のエイリアンが登場したが無関係。触れた者を永遠に眠らせる効果を持つ。
クロちゃん
ネコ型エイリアンで、ちなみ曰く「究極破壊エイリアン」。ちなみの洗脳で暴走し、風船のように巨大化して町を破壊するが、友達になった少女・内原理保の説得で正気に戻った。
作戦部長
ゆり子・ちなみの上官。高圧的で尊大だが、外見はとても小さい上に赤ちゃん言葉を話すので全く迫力が無い。一時博物館の埴輪と間違えられて閉じこめられるものの脱走し、千体のエイリアンを投入して逆襲するが、まおたちによって倒された。
百竜（ひゃくりゅう）
百体のエイリアンが合体した龍型エイリアン。防衛隊本部を破壊する。酒に弱いのが欠点。
オメガ
エイリアンの奥の手と言える、最終エイリアン。誰にも制御できない獰猛な性格と圧倒的破壊力を持つが、まおだけには懐いた。実は子供の頃、まおの飼い猫だった。
千代倉 ほたる（ちよくら ほたる）
特別読み切り「ほたる」の登場人物。月島のガールフレンドで、近々転校の予定。
月島（つきしま）
特別読み切り「ほたる」の登場人物。名前は不明。
ペンギン型エイリアン
『魔法先生ネギま!』のPRの一環として週刊マガジンに掲載された読み切りに登場。ペンギン型のエイリアンで、暑さに弱い。日本の「夏休み」を奪うために東京を氷漬けにする。

## ゲーム
2003年（平成15年）1月23日にマーベラスエンターテイメントよりPlayStation用ゲームソフトが発売されている。発売前の仮名は「陸上防衛隊まおちゃん  日本は自分が守ります!」。
デラックスパック特典はオリジナルドラマCD、ピンクのオーバージャケット、みーくんのペーパークラフト。

### 一日の流れ
一日の流れは次の通り。
起床 → 午前の授業2回 → 午後の授業 → 放課後 → 就寝
午後の授業が始まる前に給食によるイベントが発生することがある。金曜日の放課後はエイリアンが出没し、戦闘パートに移ることとなる（後述）。

### 育成パート
午前と午後に国語、算数、図工、体育、音楽、道徳、生活のいずれかの科目を選び、まおのステータスを上げていく。ただし選択肢はランダムとなっている。放課後にはみそらの家やシルヴィアの家（後半で選択可能）へ行くこともでき、好感度を上げることができる。それ以外にも防衛による訓練を受けたり、町へ行くこともできる。

### 戦闘パート
毎週金曜日にエイリアンが出没する。エイリアンの体力を0にするか、スタミナを0にすることがクリア条件である。逆にまおの体力が0になったり防衛に失敗するとエイリアンは自動的に日本の観光名所を奪うことになる。途中で仲間に加わるみそらとシルヴィアは自動操作となっている。

### カード
防衛するための方法はカードを使うことである。育成パート内で現れる『フキダシスマッシュ』（通称FSM）というシステムがあり、タイミングよくボタンを押すことで入手できる。カードを使用するためには予算が必要となり、不足していると使えない。予算を上げる方法は戦闘パートで内閣支持率というステータスがあり、これを上げていくことで予算を増やすことができる。まおの性格によって使用可能なカードが限られているので注意。カードの種類は攻撃、呼ぶ、帰る、遅くの4種類。

### まおの性格
性格は5つあり、最初は甘えんぼの状態でスタートする。
- 甘えんぼ
  - 戦闘パート終了時にかわいさを1番高いパラメータにすると、この性格になる。
- 知的
  - 戦闘パート終了時に知力を1番高いパラメータにすると、この性格になる。
- 強気
  - 戦闘パート終了時に体力を1番高いパラメータにすると、この性格になる。
- どぢ
  - 戦闘パート終了時にシルヴィアを1番高いパラメータにすると、この性格になる。
- お嬢様
  - 戦闘パート終了時にみそらを1番高いパラメータにすると、この性格になる。

### エンディング
まおの性格や防衛に成功した数によって変化する。その種類は10以上にのぼる。その他、幕僚長から勲章がもらえることもある。

## 関連商品

### DVD
- 「陸上防衛隊まおちゃん MISSION 1」（2002年（平成14年）11月発売）KIBA-839
- 「陸上防衛隊まおちゃん MISSION 2」（2002年（平成14年）11月発売）KIBA-840
- 「陸上防衛隊まおちゃん MISSION 3」（2002年（平成14年）12月発売）KIBA-841
- 「陸上防衛隊まおちゃん MISSION 4」（2003年（平成15年）1月発売）KIBA-842
- 「陸上防衛隊まおちゃん MISSION 5」（2003年（平成15年）2月発売）KIBA-843
- 「陸上防衛隊まおちゃん MISSION 6」（2003年（平成15年）3月発売）KIBA-844
- 陸上防衛隊まおちゃん DVD-BOX Vol.1 「まおちゃんパック」（2002年（平成14年）11月発売）KIBA-9839
- 陸上防衛隊まおちゃん DVD-BOX Vol.2 「みそらちゃんパック」（2002年（平成14年）12月発売）KIBA-9841
- 陸上防衛隊まおちゃん DVD-BOX Vol.3 「シルヴィーちゃんパック」（2003年（平成15年）2月発売）KIBA-9844
- 陸上防衛隊まおちゃん DVD-BOX（2007年（平成19年）7月発売）KIZB-17〜24

### CD
- ALL MY LOVE（Vo.堀江由衣）
- Brand new day（Vo.Aice5）
- 綜合防衛隊音楽集（サウンドトラックJ）

### 書籍
- ススメ！陸上防衛隊まおちゃん 公式ガイドブック（2002年（平成14年）10月発行）
- 第1巻（2003年（平成15年）7月発行） ISBN 4-06-363245-8
- 第2巻（2003年（平成15年）10月発行） ISBN 4-06-363305-5
- 第3巻（2004年（平成16年）4月発行） ISBN 4-06-363366-7
- 第4巻（2004年（平成16年）10月発行） ISBN 4-06-363443-4

### ゲーム
- プレイステーション版「陸上防衛隊まおちゃん」（2003年（平成15年）1月発売）

### カレンダー
- 陸上防衛隊まおちゃん CHIBI-DEKAカレンダー（2002年（平成14年）11月）